# 1513
| 1513               |
| ------------------ |
| Dødsfald - Fødsler |
|                    |

| Gregoriansk kalender | 1513 MDXIII             |
| Ab urbe condita      | 2266                    |
| Armensk kalender     | 962 ԹՎ ՋԿԲ              |
| Kinesiske kalender   | 4209 – 4210 壬申 – 癸酉 |
| Etiopisk kalender    | 1505 – 1506             |
| Jødisk kalender      | 5273 – 5274             |
| Hindukalendere       |                         |
| - Vikram Samvat      | 1568 – 1569             |
| - Shaka Samvat       | 1435 – 1436             |
| - Kali Yuga          | 4614 – 4615             |
| Iransk kalender      | 891 – 892               |
| Islamisk kalender    | 919 – 920               |

Konge i Danmark: Hans 1481-1513 og Christian 2. 1513-1523
Se også 1513 (tal)

## Begivenheder

### Udateret
- Christian 2. bliver konge af Danmark.
- Englænderne besejrer skotterne i slaget ved Flodden

### Marts
- 11. marts - Leo 10. vælges til ny pave

### April
- 2. april - Den spanske opdagelsesrejsende Juan Ponce de León opdager land ved hvad der er dag er den amerikanske delsat Florida. Han erklærer området spansk

### September
- 9. september - Jarlen af Surrey anfører de engelske tropper i slaget ved Flodden Field, Northumberland mod kong James 4. af Skotland. James' tropper bliver slået, og han selv dræbt
- 25. september – Spanieren Vasco Núñez de Balboa når gennem urskoven, tværs over Mellemamerika til Stillehavet

## Født
- Niels Hemmingsen forfatter og teolog (død 1600).

## Dødsfald
- Kong Hans dør 20. februar efter et styrt fra hest, under passage af et vadested over Skjern Å

## Bøger
- Fyrsten – af Niccolò Machiavelli (bogen udgives dog først i 1550).